# Condylostylus bisinuatus
Condylostylus bisinuatus är en tvåvingeart som beskrevs av Van Duzee 1931. Condylostylus bisinuatus ingår i släktet Condylostylus och familjen styltflugor. Inga underarter finns listade i Catalogue of Life.